# Гјо
Гјо (јап. ギョ — „риба”) јесте хорор сеинен манга коју је написао и нацртао Џунџи Ито. Првобитно се појављивала у седмичним наставцима манга часописа Биг комикс спиритс од 2001. до 2002. године. Манга је 2002. године и обједињена у два танкобона (тома) која обухвата двa бонус поглавља истога аутора под називом Тужна прича главног стуба и Мистерија раседа Амигара. Дарквуд је објавио превод два танкобона (укључујући и додатна поглавља) на српски језик 2021. године. Оригинална видео анимација куће „Уфотејбл” је изашла 15. фебруара 2012.
Прича се одвија око пара, момка Тадашија и девојке Каори и њиховој борби за преживљавање од мистериозне хорде немртвих риба с металним ногама које се крећу и остављају за собом неподношљив „мирис смрти”. Гјо и Ито су добили одличне критике, а посебно је похваљена каквоћа цртежа.  

## Радња

### Прича
На Окинави, мадић Тадаши и његова девојка Каори стижу на острво како би уживали у одмору идући на роњење. Ту наилазе на рибу с нога која ослобађа јак мирис. Каори, која иначе има преосетљиво чуло мириса, постаје иритантна због тога и наређује Тадашију да се реши тог створења. Тадаши убаци рибу с ногама у кесу за ђубре и одлази до Каори. Када се поново врати по кесу, види да ње нема. Следећег дана велика количина морских бића која су добила ноге излази на копно и напада Окинаву, укључујући и велику белу ајкулу која прети протагонистима приче. Тадаши и Каори успевају да се врате у Токио, а Каори сада постаје параноична тврдећи да и даље осећа мирис рибе. Обоје поново наилазе на рибу у пластичној кеси, али овога пута односе је Тадашијевом ујаку, доктору Којанагију.
Недуго касније, Тадаши се враћа и проналази Којанагија без руке. Док је детаљно испитивао рибу с ногама коју му је Тадаши донео, установио је да је она састављена из два дела: самог тела рибе и некакве машине која има шиљке и цеви којима се качи за домаћина. Одвојивши рибу од те машине, она поново постаје слободна и качи се за Којанагијеву руку, коју је касније морао да ампутира. Машина с ногама сада јури по соби носећи Којанагијеву руку са собом уместо рибе. Којанаги је фасциниран овим открићем, а затим открива да је риба с ногама резултат истраживања вируса од стране јапанске царске војске у Другом светском рату који узрокује да њен домаћин производи смртоносни и одбојни смрад. Тај експеримент су урадили очајничком покушају да преокрену ток рата. Којангијев отац, а Тадашијев деда је развио „машину за ходање”, која ради тако што упумпава вирус у домаћина и узрокује да домаћин доцније ослобађа гас који покреће кретање ногу путем пнеуматике. Те ноге су направљене како би носиле домаћине даље како би разболеле непријатељске трупе. 
Међутим, непријатељски авиони су потопили брод који је носио прототипове машина за ходање. Убрзо, Каори и Тадаши откривају да су хорде морских бића с ногама у процесу освајања Токија, постепено напавши регион Канто. Заражена гасом, Каори постаје депресивна јер је изложена симптомима своје болести, те покушава да изврши самоубиство. Тадаши је води код Којанагија у покушају да је спасе. Којанаги му говори да ће се он побринути за њу, а да Тадаши оде да се побрине за своје родитеље. На путу до родитеља, Тадашија пресреће џиновска лигња с ногама те га баца у канал у ком он губи свест након напада многих малих риба с ногама. Пробудивши се месец дана доцније, он открива да ју је Којанаги ставио на машину за годање по њеној мери. Након укључивања машине, Којанаги бива смртно рањен од ње, а Каори брзо бежи с машином.
Лутајући пустим градским улицама, Тадаши открива да је већина риба с ногама иструлила до костију и да машине за ходање сада носе заражене људе. Он затим наилази на циркус у којем од вође циркуса сазнаје да има сумње да је гас жив и да тај гас има облик људских душа. Он то доказује тиме што запали тај гас, а сам пламен оцртава облик гаса који има људско наличје. Тадаши наилази на Каори у црикусу која служи као атракција. Она бежи из цркуса, а Тадаши креће за њом и стиже је. Када ју је одвео у Којанагијеву лабораторију, госпођица Јошијама, ујакова помоћница, открива да је Којанаги преминуо од задобијених рана приликом Каоринога бекства из његове резиденције. Јошијама покуша да уклони машину за годање из Каори, али нема срца јер ће тиме дефинитивно окончати живот каори. Тадаши и она чују шум из помоћне Којанагијеве лабораторије у којој затичу Којанагија зараженог вирусом који је прикачен за ходајућу машину коју је сам направио на коју је накалемио импровизовани цепелин који му омогућава да лети. У међувремену, чини се као да Каори се враћа свест и као да опажа Тадашија и госпођицу Јошијаму и помишља да су у романтичној вези. Јошијама бежи напоље, а тамо је дочекује Којанаги и прикопчава је за своју машину, те је вуче у ваздух.
Каори нападају остала створења с ногама јер се њене ноге — које је такође Којанаги дизајнирао — разликују од осталих машина. У тренутку стампеда преко Каори, изгледа као да му она пружа руку. Тадаши почиње потрагу за њом, али се он сам изгубио. У потрази примећује ранију црикуску трупу како напада Којанагијеву машину у облику цепелина. Они буше цепелин, али машина тада развија крила и лети даље. Тадаши доцније наилази на групу студената с Универзитета Кјото који му објашњавају да су они имуни и да је вирус створио машине за ходање након што их је синтетизовао из бродолома током Другога светског рата. Он се придружује студентима у њиховом истраживању како би победили вирус и спасили човечанство. Док група ходи заједно, Тадаши наилази на Каорине угљенисане остатке и примећује да се напокон ослободила непријатнога мириса.

### Ликови
- Тадаши (忠): Младић који ужива у роњењу. Има девојку по имену Каори и ујака по имену Којанаги. На крају се придружује групи универзитетских студената, који су имуни на „мирис смрти”, како би створили цепиво за заштиту од болести. У анимеу, уместо Каори, Тадаши се заражава, те је прикачен за машину за ходање коју је направио Којанаги. Машина се касније окреће против Којанагија и убија га пре него што побегне.
- Каори (華織): Тадашијева девојка. Она има изузетно осетљив нос и постаје веома љубоморна када је Тадаши у близини других жена. Због свог преосетљивог носа, чини се да може да осети мирис створења када су у близини. Међутим, касније се инфицира, због чега јој тело отиче и смрдљиви гас излази из њеног тела. Због тога је почела да мисли да је одвратна, да је Тадаши не би волео јер није лепа. То је, заједно са ужасним смрадом, учинило да она покуша да изврши самоубиство. Тадаши је тада одмах однесе у лабораторију свог стрица Којанагија ради помоћи, међутим Којанаги је намести на прилагођену машину за ходање и на крају постаје као остала ходајућа мртва створења. Она је на крају уништена од стране хорде других машина за ходање које сматрају да је њен прилагођени ходач претња њиховом опстанку. У аниме адаптацији, Каори је замењена са Тадашијем као главним протагонистом. Она такође поседује необјашњиви имунитет на отрове заражених створења уместо Тадашија.
- Доктор Којинаги (小柳教授): Тадашијев ујак и проналазач. Открива да је његов отац, који је умро од срчаног удара у фабрици током врелог лета, одговоран за стварање механичких ногу. Док сецира рибу с ногама, те ноге се онда стежу на његову руку. Он одсече руку како би спречио да се инфекција прошири на остатак тела. Фасциниран је машином, не марећи што је због ње изгубио руку. Затим креира сопствену верзију машине за ходање и ставља инфицирану Каори на њу. Смртно је рањен када га убоде Каорина машина за ходање. Затим одлази у лабораторију број два где му је отац првобитно умро и поставља се на другу машину за ходање која може да лети. Када примети Тадашија и госпођу Јошијаму у интеракцији, напада их обоје и хвата је. У аниме верзији, Којанаги је приказан као антагониста који је полудео и повезао зараженог Тадашија са прилагођеним Вокером.
- Госпођица Јошијама (芳山): Помоћница доктора Којанагија, која брине о њему и Тадашију. Када ју је Каори видела са Тадашијем, Каори је покушала да је нападне. Госпођа Јошијама је затим истрчала напоље где ју је ухватио Механички Којанаги. Она се не појављује у аниме адаптацији.
- Циркус „Цитрус”: Циркуска трупа која се оснива у Токију након растуће пандемије „мириса смрти”. Док је већина трупе и њених животиња заражена болешћу, наизглед имуни вођа колоне користи заражене и њихове машине за ходање како би изводили акробатске представе, и изгледа да је полудео као резултат сазнања о правој природи „мириса смрти”. Убрзо након што се активира Којанагијева летећа машина, Циркус „Цитрус” покушава да употреби топ да обори машину, али безуспешно.
- Студенти: Представљени на самом крају приче, Тадаши их је срео након што је Циркус „Цитрус” покушао да нападне летећу машину доктора Којанагија. Након што су објаснили њихов имунитет, група је открила да вирус одговоран за „мирис смрти” конструише машине за ходање од бродолома богатих гвожђем, те да истражују вакцину која би могла да заустави растућу пандемију. Тадаши одлучује да се придружи студентима након овог открића.
- Цујоши Ширакава (白河剛): Сниматељ, појављује се само у аниме адаптацији. Каори га срела у авиону у Токију. Прати Каори само да би дошао до локације доктора Којанагија да би добио податке о његовом истраживању. Заразио се на крају анимеа пре него што је Каори послао групи преживелих.
- Аки (アキ): Каоријев пријатељ, појављује се само у аниме адаптацији. Она је кротка и мало гојазна и осећа се непривлачно, изгледа да је Ерика малтретира. Претворена у шетача на крају анимеа.
- Ерика (エリカ): Каоријева пријатељица, појављује се само у аниме адаптацији, отворена и привлачна девојка којој није тешко да привуче друге мушкарце и чини се да се све време задиркује у Аки. Рано се зарази рибом која хода. Током туче, Аки ју је насмрт претукла пепељаром, али изгледа да је касније поново жива.

## Бонус поглавља
Две неповезане приче (1) Тужна прича главног стуба и (2)  Мистерија раседа Амигара су укључене као бонус поглавља, постављене на крају приче како би закључале цео Гјо. Иако су обе потпуно различите и неповезане приче (и међусобно и са Гјоом), оне су спојене на крају другога танкобона. Прва је краћа прича, која се састоји од четири странице, а друга броји 31.

### Тужна прича главног стуба
Прича почиње с породицом која слави усељење у нови дом. Након што је приметила да јој нема оца, кћер га чује како он вришти од бола и води мајку и брата у подрум како би га потражили. У ужасу њих троје откривају оца који се некако заглавио испод огромног стуба, једног од неколико који подупиру кућу, тако да му ломе тело. Мајка улзалуд покушава да спасе свога мужа, али он упозорава да је стуб који је изнад њега уствари носећи стуб куће; ако се тај стуб сруши, зграда ће се обрушити. Он каже својој породици да нема начина да га спасу, те да га оставе да умре. Они испоштују његову жртву и он те вечери подлеже повредама и умире, а његова породица поставља светилиште на стуб. Време иде даље, али његов скелет је и даље заробљен испод стуба. Остаје и даље мистерија како се ту нашао.

### Мистерија раседа Амигара
Снажан земљотрес је погодио неименовану јапанску префектуру, остављајући расед који откривају људи на планини Амигара (само име Амигара значи „празна шкољка”). Људи из целога Јапана, укључујући и научнике, стижу на планину да личо виде чудан призор.
Два планинара, младић Оваки и девојка Јошида, сусрећу се током планинарња с истом намером — да виде пукотину. Сама пукотина је обавијена велом мистерије; има облик рупа у облику човека формираних на једној страни планине. То је изазвало интересовање широм земље, а неколико покушаја да се испита дубина пукотина су се завршила узалудно. Људи су расправљали о пореклу раседа, напомињући да рупе дефинитивно нису природне и да су сигурно ископане из унутрашњости планине, али поставља се питање зашто су рупе направљене или ко би имао такву технологију.
Оваки примећује да Јошида тражи нешто, на шта му она одговара да тражи рупу која је обликована као она. Оваки категорички одбацује ту теорију, тврдећи да је смешна. Тада наилази други планинар Накагаки који је чуо њихов разговор и стаје на страну Јошиде, истичући да је и он дошао да нађе рупу његове величине. Он скида одећу са себе и улазу рупу. Оваки покуша да га заустави, али Накагаки нестаје. Научници не могу пронаћи никакав траг Накагакија унутар рупе, а спасилачка екипа која је довољно сићушна да се угура у рупу мора да се повуче након што је једва достигла пет метара у Накагакијеву рупу. Касније те ноћи Оваки има кошмар о Накагакију заробљеном унутар рупе.
Он се буди и пресреће Јошиду која тврди да је пронашла сопствену рупу, која се налази близу подножја раседа. У међувремену, Накагаки још увек није пронађен. Други човек тврди да је направљена рупа и за њега и улази панично у њу, што покреће талас улазака људи који хрле у рупе, на општи ужас научника. Исте ноћи, Јошида осећа да рупа зове њено име и да је мами, а ако оде тамо, зна да ће бити заробљена. Оваки покушава да је смири тако што затрпава рупу камењем. Касније они ноће у истом шатору и назире се њихова емотивна веза.
Оваки има још једну ноћну мору. Сањао је да у далекој прошлости починио страшан злочин и да га је због тога племе осудило да уђе у рупу у планини која тачно одговара његовом телу. Ушавши, он је принуђен да хода све дубље у унутрашњост планине која се све више сужава. Оваки након неког времена осећа како му се врат и удови мучно истежу и изобличују, али остаје жив и мучи се. Он се буди вриштећи и сазнаје да је Јошида разбацала камење на њеној рупи и да је нестала у њој. Док жалосно седи испред Јошидине рупе, он испушта своју батеријску лампу и открива сопствену рупу. На његов ужас, та рупа се налази близу Јошидине. Опчињен тиме, свлачи се и улази у своју рупу.Неколико месеци доцније, научници су обавештени о још једном раседу на другој страни планине који је настао током истог земљотреса као и на предњој страни, али за разлику од ње није био одмах откривен. И овај расцеп има рупе у себи, али оне нису људског облика него су облици дуги и изобличени. Један радник испитује једну од рупа и обасјава је батеријском лампом. Ужаснут примећује унакажено биће које полако излази из провалије.

## Медији

### Манга
Гјо је написао и илустровао Џунџи Ито. По његовим речима, инспирација је потекла из филма Ајкула Стивена Спилберга: „ Он је мајсторски ухватио суштину страха у облку ајкуле људождера. Мислио сам да би још више страха изазвала ајкула људождер која иде и копном и морем.”
Манга, коју је издао Шогакукан, јесте излазила у серијама у манга часопису Биг комикс спиритс од 2001. до 2002. г. Шогакукан је саставио серијал у два танкобона, додавши му две Итове приче које нису везане за главни ток приче. У Србији је 2021. г. издавач Дарквуд објавио српски превод Шогакукановог издања.
| - Поглавље 1: „Мирис смрти Јужног мора” - Поглавље 2: „Мирис смрти у ваздуху” - Поглавље 3: „Излазак на обалу” - Поглавље 4: „Напад велике беле ајкуле” - Поглавље 5: „Налет” | - Поглавље 6: „Мирис смрти се прикрада” - Поглавље 7: „Исповест” - Поглавље 8: „Зараза” - Поглавље 9: „Инвазија мириса смрти 1” - Поглавље 10: „Инвазија мириса смрти 2” |

| - Поглавље 11: „Бледолика Каори” - Поглавље 12: „Изум мириса смрти” - Поглавље 13: „Наследници” - Поглавље 14: „Лепљив мирис смрти” - Поглавље 15: „Циркуска група смрти 1” - Поглавље 16: „Циркуска група смрти 2” | - Поглавље 17: „Мирис смрти у лабораторији број 2” - Поглавље 18: „Ваздушни напад мириса смрти” - Последње поглавље: „Време мириса смрти” - Бонус поглавља: - „Тужна прича главног стуба” - „Мистерија раседа Амигара” |

### Аниме
Аниме је радила продукција Јуфотејбл. Режирао га је Такајуки Хирао, док је дизајн ликовао радио Такуро Такахаши. Аниме је требало да траје пола сата, али је током продукције продужен на 75 минута. Првобитно је требало да буде објављен средином децембра 2011, али је одложен за 15. фебруар 2012.

## Пријем
Кетрин Дејси са сајта Манга критик је поставила мангу на прво место њених омиљених сабласних манги.
За први танкобон, Карл Кимлингер из Аниме њуз нетворка је похвалио уметност и бизарну везу коју деле Тадаши и Каори. Џозефин Фортун из Маније је дала оцену пет хвалећи цртеж, а посебно детаље у позадини. Фортун је такође похвалила темпо приче иако је приметила парадокс у каснијем заплету и расплету. Кен Хејли из Поп калчр шока дао је оцену 4+ хвалећи смешне тренутке које манга има, односно како су они личили на акциону-хорор причу која се обично виђа и биоскопима. Мајкл Аронсон из Манга лајфа дао је сличну похвалу у вези с причом наводећи: „Упркос логичким рупама и апсурдног концепта, ово је још увек крајње убедљиво штиво које ће вам сигурно неколико пута преврнути желудац.” Грег Макелхатон из Рид абаут комикса приметио је Итову уметничку вештину у спречавању да прича постане „глупа”.
За други том, Кимлингер је наставио да хвали причу рекавши: „Овај последњи том је можда једна од најодвратнијих књига која је икада уништила полицу.“  Фортуне му је поново дао Б+ хвалећи уметничко дело и темпо радње, иако је приметио да радња има неке рупе у својој логици и да се читаоцима који уживају у конкретним и дефинитивним завршецима можда неће допасти завршетак манге. Аронсон је такође приметио проблеме са заплетом, али је приметио: „То је још увек прекрасан комад ткива ожиљака који делује више као углачан експеримент него као дубоко разматрана публикација.